# Museu de la Valltorta
El Museu de la Valltorta és un museu d'art rupestre situat a la localitat valenciana de Tírig (Alt Maestrat). Va ser creat en 1994 per la Generalitat Valenciana amb l'objectiu de vetllar per la conservació i estudiari divulgar el valor de la Valltorta.
L'edifici és obra dels arquitectes Miguel del Rey Aynat i Íñigo Magro de Orbe, està ubicat a la partida del Pla de l'Om, dins del terme municipal de Tírig i a 500 metres del Barranc de la Valltorta.
Entre les seues instal·lacions compta amb dependències de treball, com un laboratori, magatzems i biblioteca, a banda de quatre sales d'exposició permanent i una per a exposicions temporals.

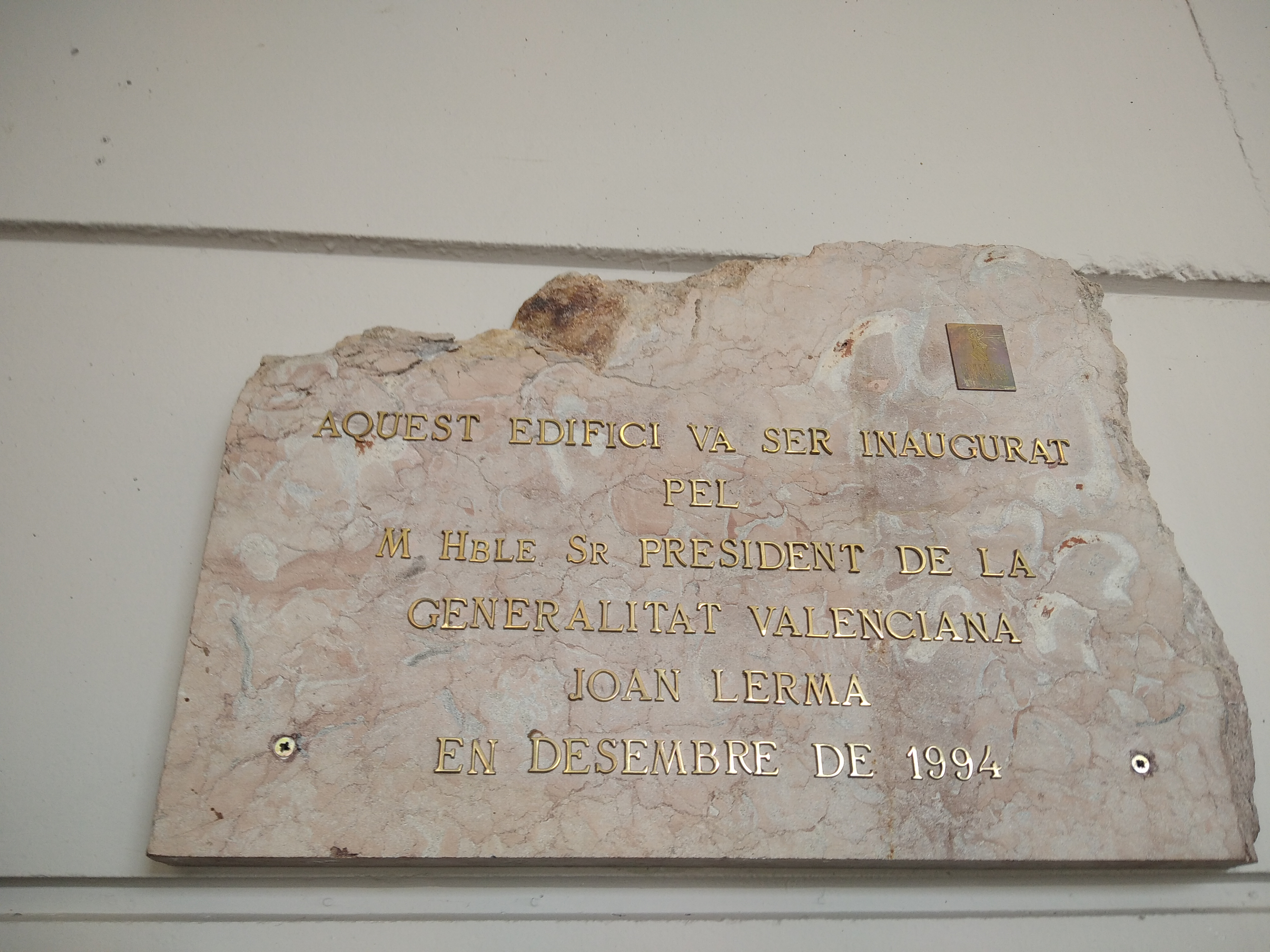
El museu de la Valltorta va ser inaugurat en desembre de 1994 en presència del president de la Generalitat Valenciana, Joan Lerma

## Continguts

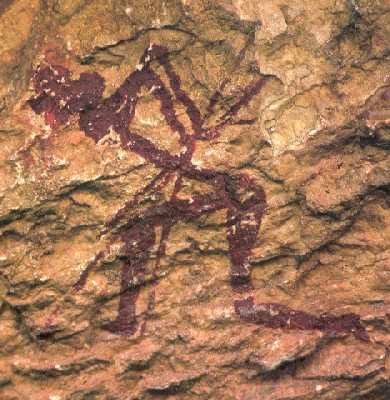
Pintura rupestre de la Valltorta

En la Sala I s'ofereix una visió de l'evolució de la població prehistòrica del País Valencià, tot això a través d'una sèrie de materials arqueològics de pedra, os i ceràmica, i de les seues manifestacions artístiques, des del Paleolític o l'edat del bronze.
La Sala II està dedicada a la Valltorta, la història del seu poblament i els sistemes tradicionals d'aprofitament agrícola i ramader. Una maqueta interactiva de la Valltorta i dels seus voltants permet situar els principals punts d'interés: conjunts rupestres llevantins, jaciments arqueològics, construccions rurals i les poblacions o masies. En les seues vitrines s'exhibeixen materials arqueològics de diversos jaciments prehistòrics i ibèrics i altres objectes tradicionals, que constitueixen una excel·lent col·lecció arqueològica i etnogràfica.
En la Sala III sexhibeix la reproducció a mida natural de la Cova dels Cavalls, descoberta l'any 1917 i declarada Monument Històric Artístic el 1924. També ofereix informació sobre les tècniques emprades pels pintors prehistòrics i la història de les pintures de la Valltorta.
La Sala IV està dedicada als problemes de degradació de les pintures rupestres, sotmeses des d'antic a constants atemptats naturals i humans. En el centre de la sala s'exposa la figura 68 de les Coves del Civil, brutalment extreta de l'abric fa mig segle i actualment recuperada.
L'any 2020, coincidint amb el 25é aniversari del museu, la Generalitat Valenciana va dur a terme diverses millores i reformes en com ara la coberta, el sistema de climatització, renovació d'espais, pàrquing i cafeteria.